# Костерьово
Костерьо́во (рос. Костерёво) — місто у Петушинському районі Владимирської області Російської Федерації.
Входить до складу муніципального утворення місто Костерьово. Населення становить 8216 осіб (2018).

## Історія
Населений пункт розташований на землях фіно-угорського народу мещери.
Від 12 липня 1929 року належить до Петушинського району, утвореного спочатку у складі Орєхо-Зуєвського округу Московської області.
Згідно із законом від 13 жовтня 2004 року входить до складу муніципального утворення місто Костерьово.

## Населення
| 1905    | 1926    | 1959    | 1970    | 1979    | 1989    | 1992    |
| ------- | ------- | ------- | ------- | ------- | ------- | ------- |
| 47      | ↗600    | ↗7471   | ↗9250   | ↗11 365 | ↗11 777 | ↘11 500 |
| 1996    | 1998    | 2000    | 2001    | 2002    | 2003    | 2005    |
| ↘11 100 | ↘10 900 | ↘10 800 | ↘10 600 | ↘9608   | ↘9600   | ↘9300   |
| 2006    | 2007    | 2008    | 2009    | 2010    | 2011    | 2012    |
| ↘9200   | ↘9000   | ↘8900   | ↘8806   | ↗9073   | ↗9112   | ↘8993   |
| 2013    | 2014    | 2015    | 2016    | 2017    | 2018    |         |
| ↘8867   | ↘8734   | ↘8641   | ↘8460   | ↘8340   | ↘8216   |         |